# ماريان ليون كوبر
ماريان ليون كوبر (بالإنجليزية: Marianne Leone Cooper)‏ هي كاتبة سيناريو وممثلة أمريكية، ولدت في 2 يناير 1952 في الولايات المتحدة.

## أعمال

### أفلام
- (1990) الأصدقاء الطيبون[5]
- (2012) المهرجون الثلاثة[6]
- (2015) جوي[7]

## وصلات خارجية
- ماريان ليون كوبر على موقع IMDb (الإنجليزية)
- ماريان ليون كوبر على موقع ألو سيني (الفرنسية)
- ماريان ليون كوبر على موقع أول موفي (الإنجليزية)
- ماريان ليون كوبر على موقع قاعدة بيانات الفيلم (الإنجليزية)
- ماريان ليون كوبر على موقع كينوبويسك (الروسية)